# Saint-Hilaire-de-Brethmas
Saint-Hilaire-de-Brethmas är en kommun i departementet Gard i regionen Occitanien i södra Frankrike. Kommunen ligger i kantonen Alès-Sud-Est som tillhör arrondissementet Alès. År 2022 hade Saint-Hilaire-de-Brethmas 4 643 invånare.

## Befolkningsutveckling
Antalet invånare i kommunen Saint-Hilaire-de-Brethmas
Referens:INSEE